# Herb Brown
Herbert Brown (Brooklyn, New York, 1936. március 14. –) amerikai kosárlabdaedző, a Detroit Pistons egykori vezetőedzője.

## Tanulmányai és családja
A Vermonti Egyetemen szerzett diplomát. Három kosárlabda tematikájú könyvet írt. New Jersey-ben kosárlabda-edzőtábort üzemeltet.
2006-ban a Nemzeti Zsidó Sportdicsőségcsarnok és -Múzeum tagja lett. Feleségével két gyermekük (Atlanta és Charlotte) született, emellett két mostohagyermekük van.

## Pályafutása
1976. január 25-én Ray Scott utódjaként a Detroit Pistons vezetőedzője lett. Első szezonjában a csapat a rájátszás második köréig jutott. 1977. december 15-én a 9–15-ös eredménye miatt kirúgták.
1978-ban a Tucson Gunners vezetőedzője lett, a Western Basketball Association pedig az év edzőjének nevezte. 1983 és 1985 között a Puerto Rico Coquis vezetőedzője volt, 1990 júniusában pedig a Baltimore Bayrunners kosárlabdáért felelős igazgatóhelyettesévé nevezték ki.
Hozzájárult a Philadelphia 76ers 2001-es és a Charlotte Bobcats 2004-es bajnokságon való részvételéhez. 1972-ben Pakisztánban, az 1990-es években pedig Spanyolországban volt edző.
1964 és 1969 között a Stony Brook-i Egyetem vezetőedzője volt, 1969-ben pedig tiszteletbeli edzővé választották. 1972 és 1974 között a C.W. Post Pioneers edzője volt.
Utolsó munkáltatója a Portlandi Egyetem volt a 2014–15-ös szezonban.

## Eredményei vezetőedzőként

### Egyetemi
| Szezon                                          | Eredmény                                        | Eredmény                                        |
| Szezon                                          | Összesített                                     | Konferencia                                     |
| Stony Brook Seawolves (Független/Knickerbocker) | Stony Brook Seawolves (Független/Knickerbocker) | Stony Brook Seawolves (Független/Knickerbocker) |
| ----------------------------------------------- | ----------------------------------------------- | ----------------------------------------------- |
| 1964–65                                         | 6–9                                             | –                                               |
| 1965–66                                         | 5–14                                            | –                                               |
| 1966–67                                         | 9–10                                            | –                                               |
| 1967–68                                         | 7–15                                            | 3–4                                             |
| 1968–69                                         | 16–9                                            | 7–2                                             |
| 1969–70                                         | 16–9                                            | 7–2                                             |
| Eredmény:                                       | 59–66                                           | 24–10                                           |
| C.W. Post Pioneers (Független)                  |                                                 |                                                 |
| 1972–73                                         | 21–5                                            | –                                               |
| 1973–74                                         | 13–12                                           | –                                               |
| Eredmény:                                       | 34–17                                           | –                                               |
| Összesen:                                       | 93–83                                           | –                                               |

### NBA
| Csapat          | Év        | Szezon | Szezon | Szezon | Szezon | Szezon                         | Rájátszás | Rájátszás | Rájátszás | Rájátszás | Rájátszás |
| Csapat          | Év        | #      | GY     | V      | %      | Eredmény                       | #         | GY        | V         | %         | Eredmény  |
| --------------- | --------- | ------ | ------ | ------ | ------ | ------------------------------ | --------- | --------- | --------- | --------- | --------- |
| Detroit Pistons | 1975–76   | 40     | 19     | 21     | .475   | 2. hely (Középnyugati divízió) | 9         | 4         | 5         | .444      | Kikapott  |
| Detroit Pistons | 1976–77   | 82     | 44     | 38     | .537   | 2. hely (Középnyugati divízió) | 3         | 1         | 2         | .333      | Kikapott  |
| Detroit Pistons | 1977–78   | 24     | 9      | 15     | .375   | Kirúgva                        | –         | –         | –         | –         | –         |
| Összesen:       | Összesen: | 146    | 72     | 74     | .493   | –                              | 12        | 5         | 7         | .417      | –         |

### WBA
| Csapat         | Év      | Szezon | Szezon | Szezon | Szezon | Szezon   | Rájátszás | Rájátszás | Rájátszás | Rájátszás | Rájátszás               |
| Csapat         | Év      | #      | GY     | V      | %      | Eredmény | #         | GY        | V         | %         | Eredmény                |
| -------------- | ------- | ------ | ------ | ------ | ------ | -------- | --------- | --------- | --------- | --------- | ----------------------- |
| Tucson Gunners | 1978–79 | 38     | 32     | 16     | .667   | 1. hely  | 7         | 4         | 3         | .571      | Megnyerte a bajnokságot |

### CBA
| Csapat              | Év      | Szezon | Szezon | Szezon | Szezon | Szezon                    | Rájátszás | Rájátszás | Rájátszás | Rájátszás | Rájátszás |
| Csapat              | Év      | #      | GY     | V      | %      | Eredmény                  | #         | GY        | V         | %         | Eredmény  |
| ------------------- | ------- | ------ | ------ | ------ | ------ | ------------------------- | --------- | --------- | --------- | --------- | --------- |
| Puerto Rico Coquis  | 1983–84 | 44     | 28     | 16     | .636   | –                         | –         | –         | –         | –         | –         |
| Puerto Rico Coquis  | 1984–85 | 48     | 27     | 21     | .563   | –                         | –         | –         | –         | –         | –         |
| Cincinnati Slammers | 1985–86 | 48     | 33     | 15     | .688   | 1. hely (Nyugati divízió) | 15        | 9         | 6         | .600      | Kikapott  |
| Cincinnati Slammers | 1986–87 | 48     | 25     | 23     | .521   | 2. hely (Nyugati divízió) | 9         | 5         | 6         | .455      | Kikapott  |

### IBL
| Csapat               | Év   | #  | GY | V  | %    | Eredmény |
| -------------------- | ---- | -- | -- | -- | ---- | -------- |
| Baltimore Bayrunners | 1999 | 30 | 10 | 20 | .333 | Kirúgva  |

## Fordítás
- Ez a szócikk részben vagy egészben  a   Herb Brown című angol Wikipédia-szócikk ezen változatának fordításán alapul.  Az eredeti cikk szerkesztőit annak laptörténete sorolja fel. Ez a jelzés csupán a megfogalmazás eredetét és a szerzői jogokat jelzi, nem szolgál a cikkben szereplő információk forrásmegjelöléseként.